# 魯本·拉米雷斯·伊達爾戈
魯本·拉米雷斯·伊達爾戈（Rubén Ramírez Hidalgo，1978年1月6日—），是一位西班牙職業網球運動員。於1998年轉為職業選手。生涯單打最高排名為50（2006年10月2日）。

## 職業生涯
2006年法國網球公開賽，他生涯打進大滿貫系列賽第四輪。
另外在2008年蒙地卡羅大師賽，他在第二輪與世界第一瑞士球王羅傑·費德勒交手，曾一度領先一盤，但後來遭到費徳勒逆轉以三盤比數淘汰出局。

## 外部連結
- 魯本·拉米雷斯·伊達爾戈（英文/西班牙文）的官方資料
- 魯本·拉米雷斯·伊達爾戈的國際網球總會 職業／青少年 官方資料（英文）
- 魯本·拉米雷斯·伊達爾戈的官方資料（英文）